# Distretto di Santa Rosa (Melgar)
Il distretto di Santa Rosa è uno dei nove distretti della provincia di Melgar, in Perù. Si trova nella regione di Puno e si estende su una superficie di 790,38 chilometri quadrati.

Ha per capitale la città di Santa Rosa; nel censimento 2005 si contava una popolazione di 7.454 unità.